# Great Portland Street (stanice metra v Londýně)
Great Portland Street je stanice metra v Londýně, otevřená 10. ledna 1863 pod názvem Portland Road. Roku 1923 se stanice přejmenovala na Great Portland Street and Regent's Park. Nachází se na třech linkách:
- Metropolitan Line, Circle Line a Hammersmith & City line (mezi stanicemi Baker Street a Euston Square)

| Rok  | Počet cestujících |
| ---- | ----------------- |
| 2011 | 7,17 mil          |
| 2012 | 7,37 mil          |
| 2013 | 7,58 mil          |
| 2014 | 8,43 mil          |